# Toyota Opa
De Toyota Opa is een automodel van de Japanse autofabrikant Toyota dat uitsluitend leverbaar was in Japan van mei 2000 tot en met april 2005. De naam 'Opa' is afgeleid van een Portugese uitroep voor een verrassing.
De Toyota Opa werd getoond op de Tokyo Motor Show van 1999. Shigeyuki Hori was hoofdingenieur voor dit model.

## Ontwerp en productie
De Toyota Opa is op hetzelfde platform gebouwd als de eerste generatie Toyota Corolla Verso (2002-2004): het Toyota MC-platform. Daardoor delen deze voertuigen veel overeenkomstigheden: onderstel, carrosseriedelen, motoren, koplampdesign. Alle Toyota Opa-modellen werden geproduceerd in de Tsutsumi-fabriek. In totaal zijn 80.142 voertuigen geproduceerd.

## Aandrijving
Gedurende de gehele productieperiode waren twee benzinemotoren beschikbaar: de 1,8 liter 1ZZ-FE en 2,0 liter 1AZ-FSE motoren. Uitvoeringen met de 1ZZ-FE beschikken over een viertraps automatische transmissie (U341E) en hebben ofwel voorwiel- of V Flex permanente vierwielaandrijving. Uitvoeringen met de 1AZ-FSE beschikken te allen tijde over een CVT met voorwielaandrijving.
| Modelcode | Motorcode | Aandrijving | Vermogen                      | Koppel              |
| --------- | --------- | ----------- | ----------------------------- | ------------------- |
| CBA-ZCT10 | 1ZZ-FE    | FF          | 97 kW of 132 PS bij 6000 tpm  | 170 Nm bij 4200 tpm |
| CBA-ZCT15 | 1ZZ-FE    | 4WD         | 92 kW of 125 PS bij 6000 tpm  | 161 Nm bij 4200 tpm |
| TA-ACT10  | 1AZ-FSE   | FF          | 112 kW of 152 PS bij 6000 tpm | 200 Nm bij 4000 tpm |

## Veiligheid
Alle uitvoeringen van de Toyota Opa waren standaard voorzien van twee SRS-airbags (één voor de bestuurder en één voor de bijrijder), veiligheidsgordel met gordelspanner en krachtbegrenzer, ABS en EBD (Electronic Brake force Distribution: elektronische remkrachtverdeling).

## Uitvoeringen
De Toyota Opa werd in verschillende uitvoeringen verkocht.

### Toyota Opa a
De a-uitvoering (gestileerd als @) was de basisuitvoering. Deze was beschikbaar voor modellen met zowel de 1.8- als 2.0-motor. Deze uitvoering beschikte over stalen 14 inch-wielen voor modellen met voorwielaandrijving en 15 inch voor de modellen met vierwielaandrijving en automatische airconditioning.

### Toyota Opa i
De i-uitvoering is uitvoering boven de Opa a. De i-uitvoering was beschikbaar voor modellen met beide motoren. De i-uitvoering was standaard voorzien van een radio met cd-speler, een armsteun voor de bestuurder, grotere 15 inch-lichtmetalen velgen.

### Toyota Opa a L Package
De a L Package (Luxury Package: luxe-pakket) was een uitbreiding op de a-uitvoering. Deze voegde onder andere toe: een radio met cassettespeler, achterruitwisser en een armsteun voor.

### Toyota Opa i S package
De i S Package (Sport Package: sportpakket) was een uitbreiding op de i-uitvoering. Het standaard stuurwiel werd vervangen door een sportstuur (hetzelfde stuur als in o.a. de Toyota Celica T23), de middenarmsteun verdween en andere bekleding voor het interieur.

### Toyota Opa Cruising Style Collection
Een optiepakket met andere stoelbekleding, chromen grille, side skirts, voor- en achterbumperlip en dashboardbekleding.

### Toyota Opa Euro Style Collection
Een optiepakket met andere stoelbekleding, sportgrille, side skirts, andere voorbumper, transparante achterlichten, andere mistlampen voor, dakspoiler en met metalen bekleding voor het dashboard.

### Toyota Opa Modellista Aero Tourer
Een optiepakket samengesteld door de huistuner Modellista. Dit optiepakket bevatte andere carrosseriedelen, een aangepast onderstel, andere wielen met sportievere banden.

## Carrosseriekleuren
De Toyota Opa was leverbaar met verschillende carrosseriekleuren.
| Kleurnaam                | Kleurcode | Uitvoeringen        |
| ------------------------ | --------- | ------------------- |
| Super White II           | 040       | standaard           |
| silver metallic          | 1C0       | standaard           |
| black mica               | 209       | standaard           |
| dark blue mica metallic  | 8P4       | standaard           |
| champagne metallic       | 586       | standaard           |
| red mica                 | 3M8       | standaard           |
| red mica metallic        | 3N8       | standaard           |
| pale rose metallic opal  | 3N7       | standaard           |
| plumica metallic         | 8P5       | standaard           |
| super white pearl mica   | 051       | optioneel, ¥ 30.000 |
| beige metallic           | 4P7       | standaard           |
| jade green mica metallic | 6S9       | standaard           |

## Welcab
Welcab is een divisie van Toyota Japan welke opties levert voor mindervaliden. Voor de Toyota Opa waren twee typen aanpassingen leverbaar: Type A en Type B.

### Type A
Een aangepaste en draaibare of een in hoogte en diepte verstelbare bijrijdersstoel welke het voor mindervaliden makkelijker maakt om in te stappen.

### Type B
Volledig zoals Type A, met als toevoeging een speciaal hefsysteem bij de kofferbak om een rolstoel gemakkelijk in- en uit te laden.